# Nachtstück

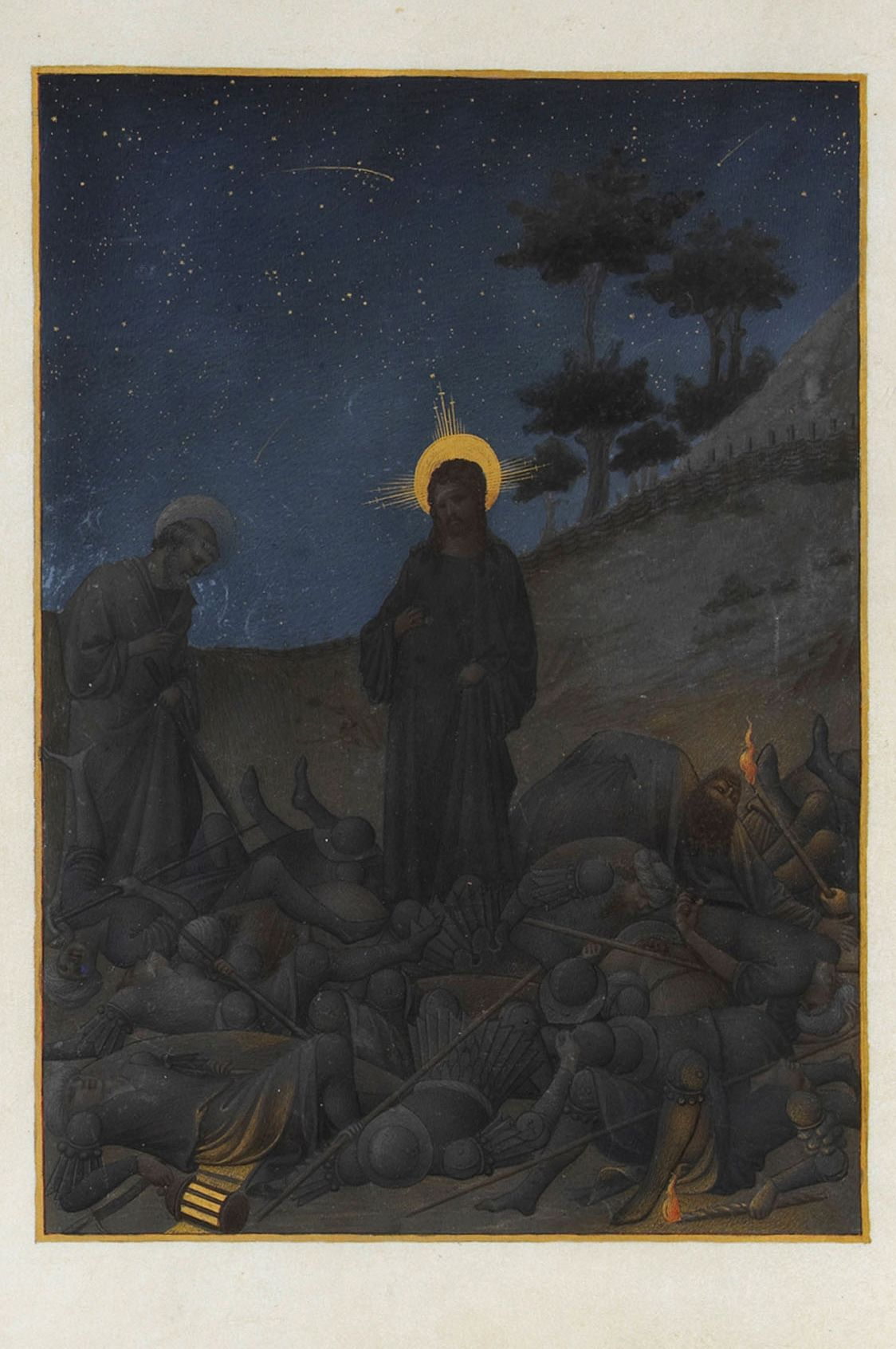
Brüder Limbourg: Christus in Gethsemane aus den Très Riches Heures des Duc de Berry, 1411–16, Tempera auf Vellum, Musée Condé, Chantilly

Als Nachtstück bezeichnet man eine Darstellung, die eine nächtliche Szenerie bei natürlicher (Mond- oder Sternenschein) oder künstlicher Beleuchtung (Fackel, Feuer, Kerze, Lampe) zeigt. Bei religiösen Darstellungen sind auch übernatürliche Lichtquellen möglich (göttliches Licht, das vom Jesuskind ausgeht u. a.).

## In der Malerei
In der Malerei ist das Nachtstück (auch Nachtbild) eine Bildgattung und bezeichnet ein Gemälde oder ein graphisches Blatt, das seinen Gegenstand bei nächtlicher Beleuchtung im Innen- oder Freiraum zeigt. Dabei spielen das Helldunkel, die Dramatik bzw. das Geheimnisvolle und die verschiedenen Lichtquellen eine besondere Rolle.
Das Nachtstück wurde im 15. Jahrhundert in der europäischen Malerei entwickelt. Zunächst entstehen Werke aus thematischen Gründen wie die nächtliche Geburt Christi (z. B. von Geertgen tot Sint Jans) oder die Gefangennahme Christi bei Fackelschein.
Erst in der Barockzeit wird das Nachtstück eine eigene Bildgattung. Man malte es hauptsächlich wegen der interessanten Hell-Dunkel-Kontraste (Chiaroscuro) und der damit verbundenen Dramatik. Besonders beliebt waren Nachtstücke in der holländischen Malerei des 16. und 17. Jahrhunderts (z. B. Jan Brueghel, Rembrandt Harmensz van Rijn, Adam Elsheimer, Aert van der Neer). 
Ähnlichkeiten und Überschneidungen gibt es außerdem zum Begriff des Tenebrismus. Die Malerei Caravaggios (nach seinem Frühwerk, also ab etwa 1600) und seiner als Caravaggisten bezeichneten Nachfolger im Frühbarock, mit ihrer Verbindung eines düsteren Tenebrismus mit einem krassen Naturalismus, stellt im Grunde eine Sonderform des Nachtstücks dar. 
Eine Renaissance erlebte das Nachtstück in der Landschaftsmalerei der Romantik (z. B. Caspar David Friedrich) und bei Vincent van Gogh.
Die beliebten Mondscheinmotive auf Ansichtskarten um die Wende zum 20. Jahrhundert entstammen wohl dem gleichen Bedürfnis nach geheimnisvollen und romantischen Lichtverhältnissen.

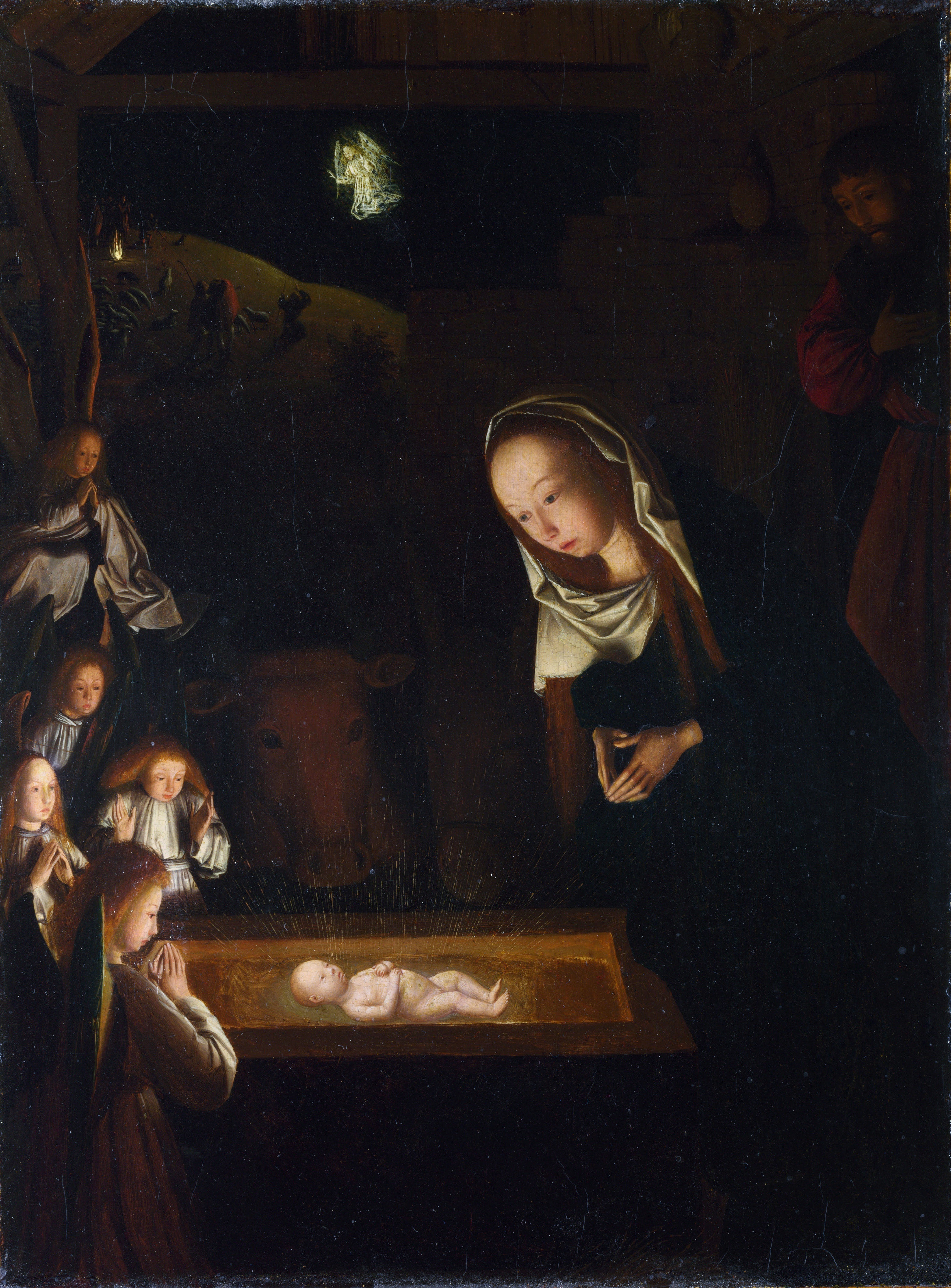
Geertgen tot Sint Jans: Geburt Christi, um 1490, National Gallery, London
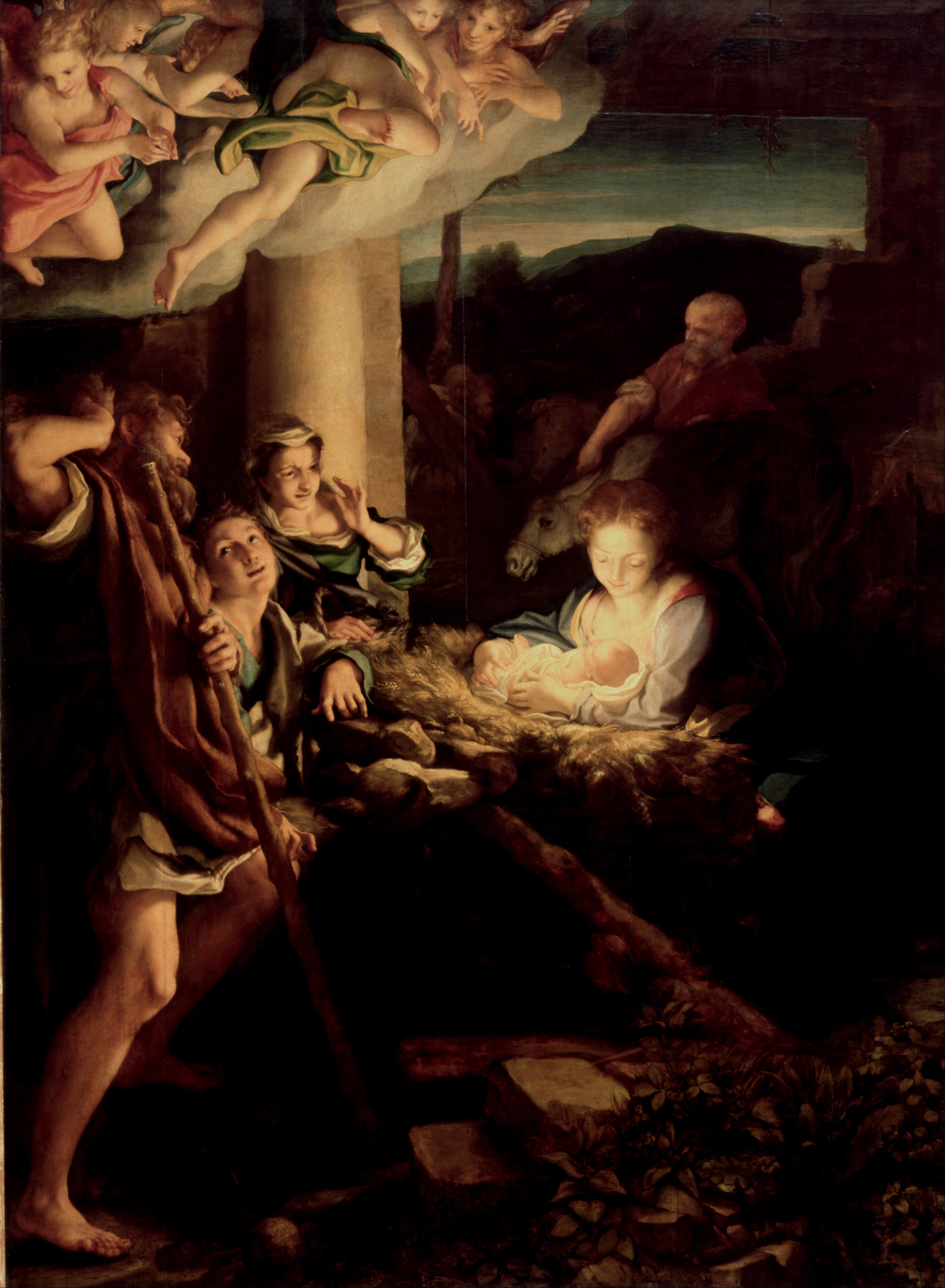
Correggio: Anbetung der Hirten (oder Heilige Nacht), 1523–30, Gemäldegalerie Alte Meister, Dresden
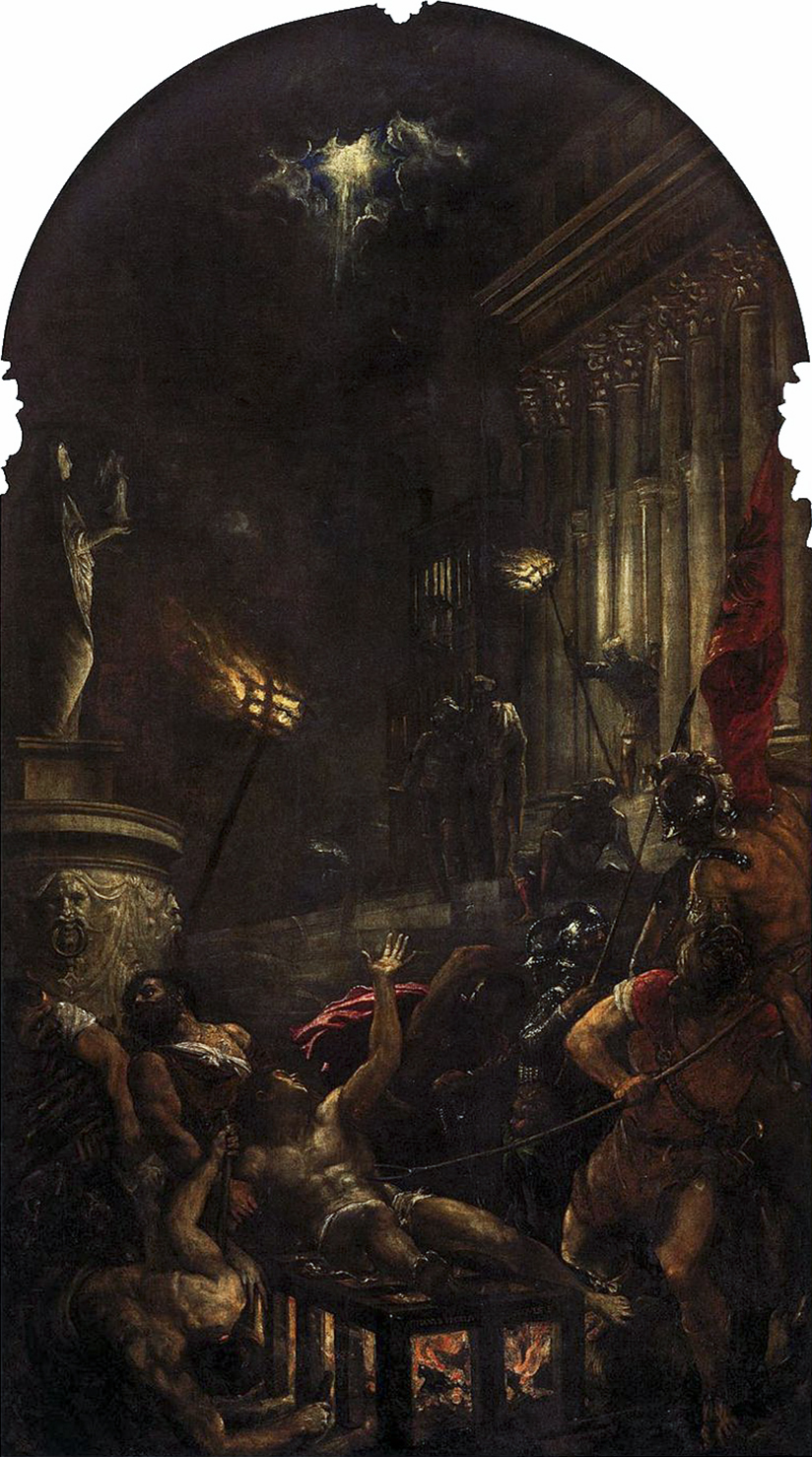
Tizian: Martyrium des hl. Laurentius, 1559, Santa Maria Assunta, Venedig
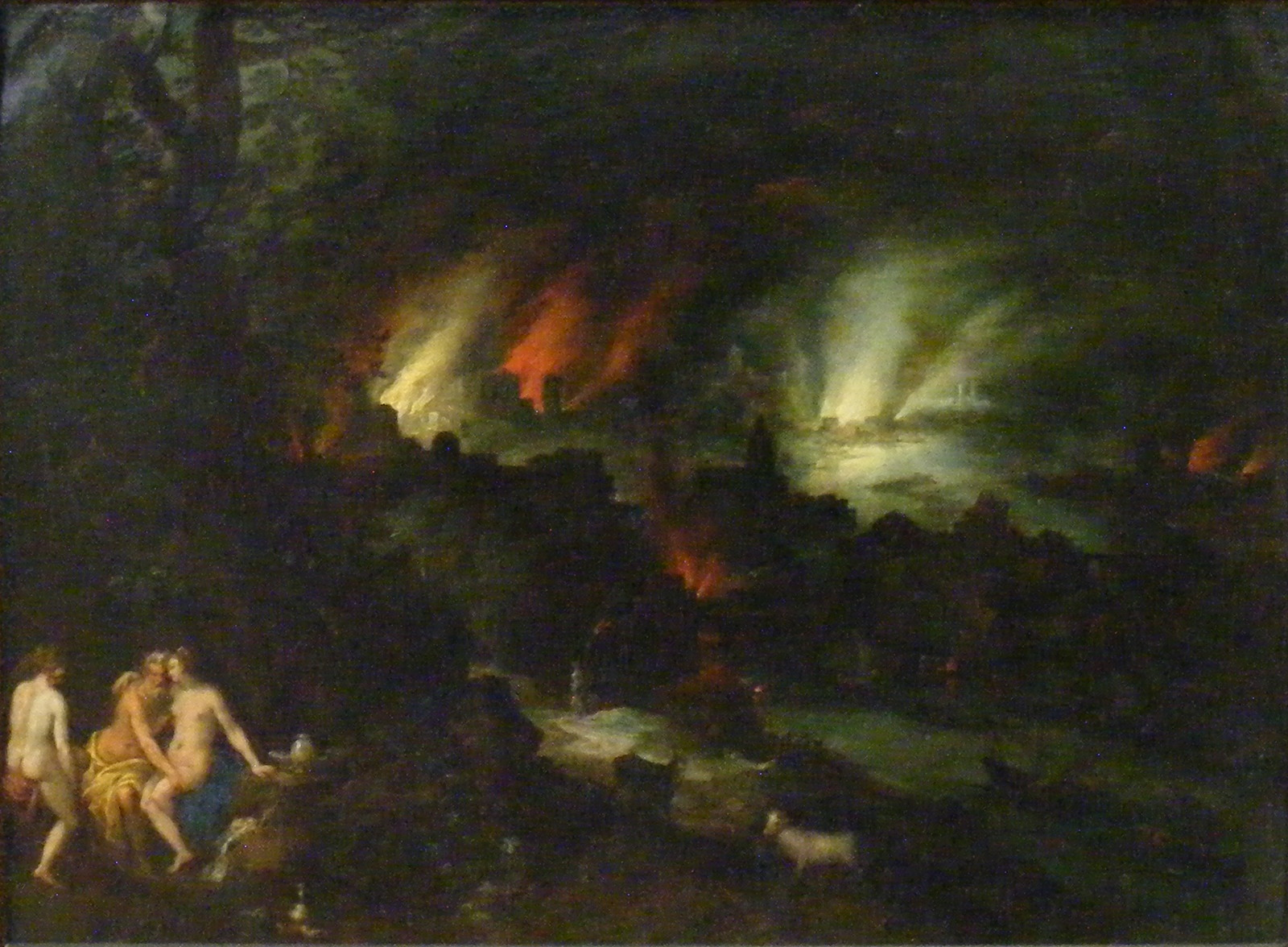
Jan Brueghel d. Ä.: Lot und seine Töchter, Alte Pinakothek, München
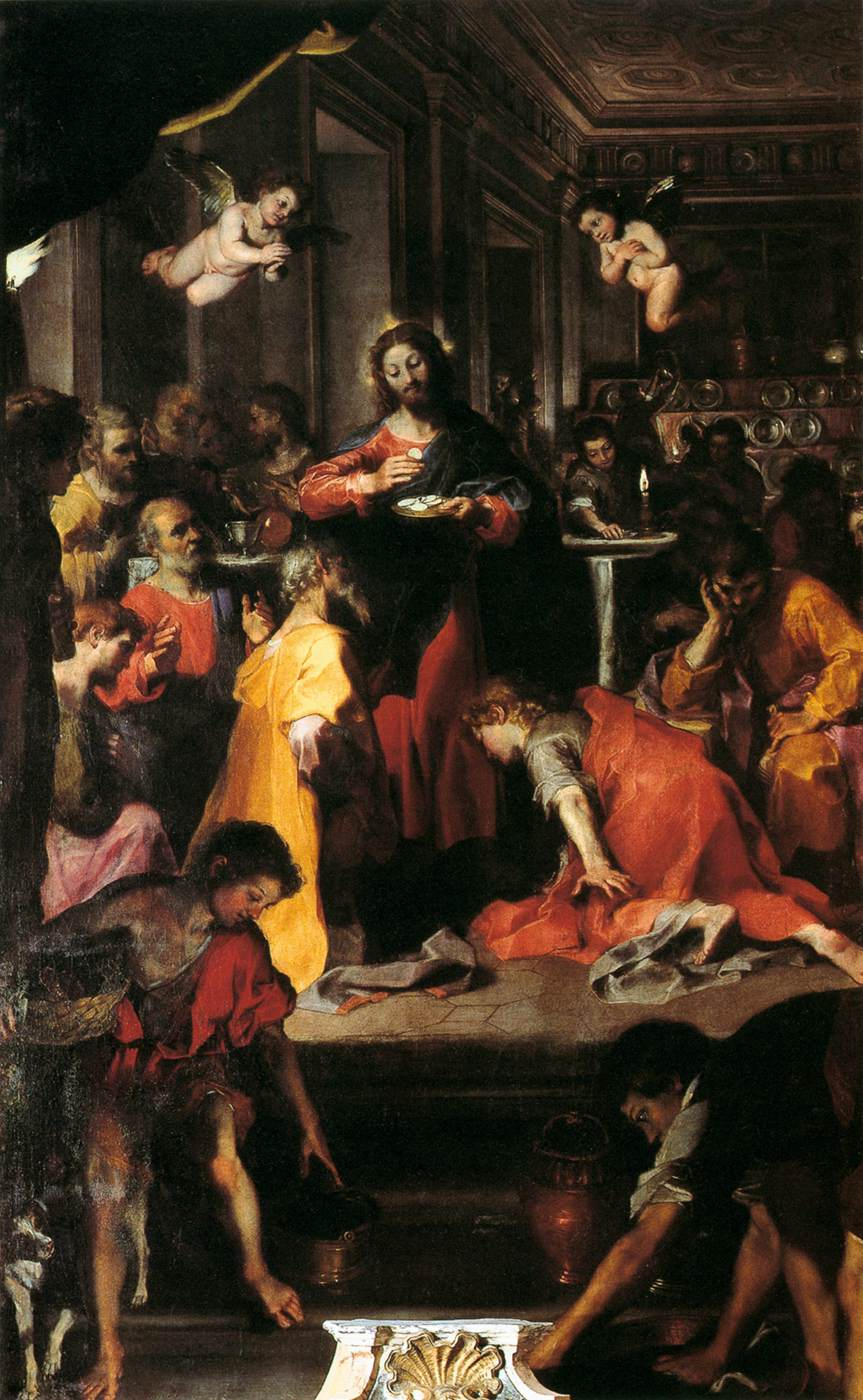
Federico Barocci: Letztes Abendmahl (Institution der Eucharistie), 1608, Santa Maria sopra Minerva, Rom
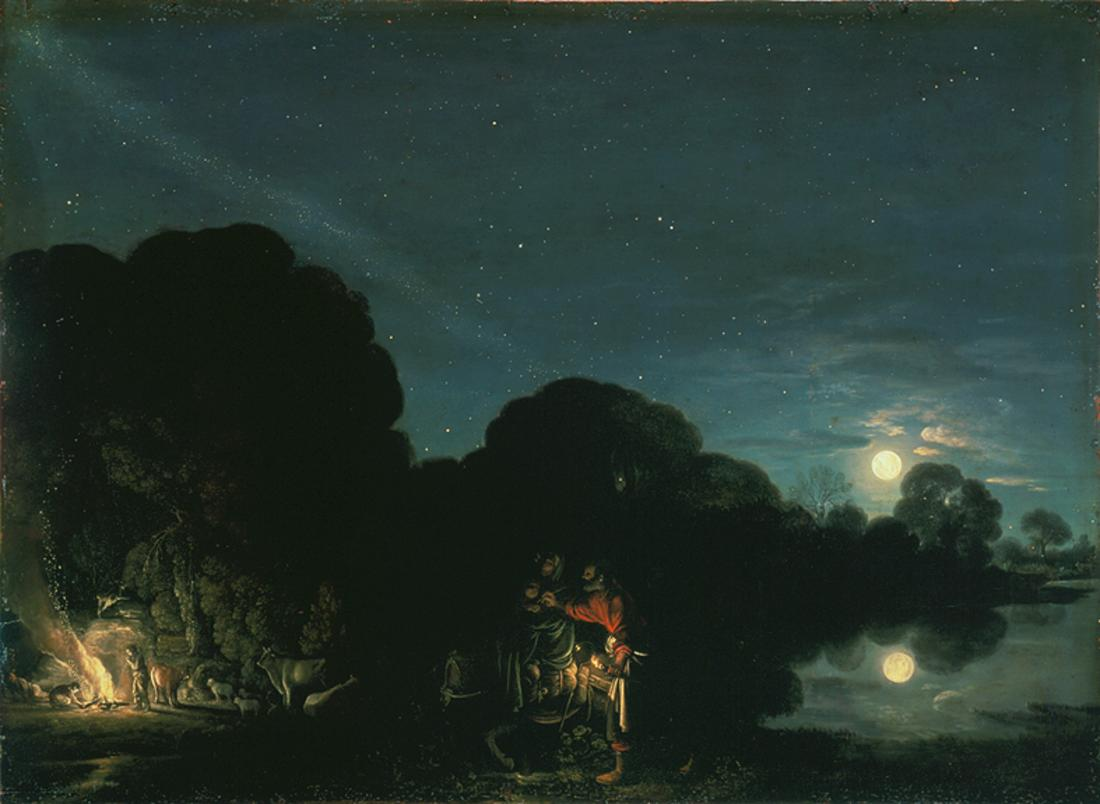
Adam Elsheimer: Flucht nach Ägypten, 1609, Öl auf Kupfer, Alte Pinakothek, München
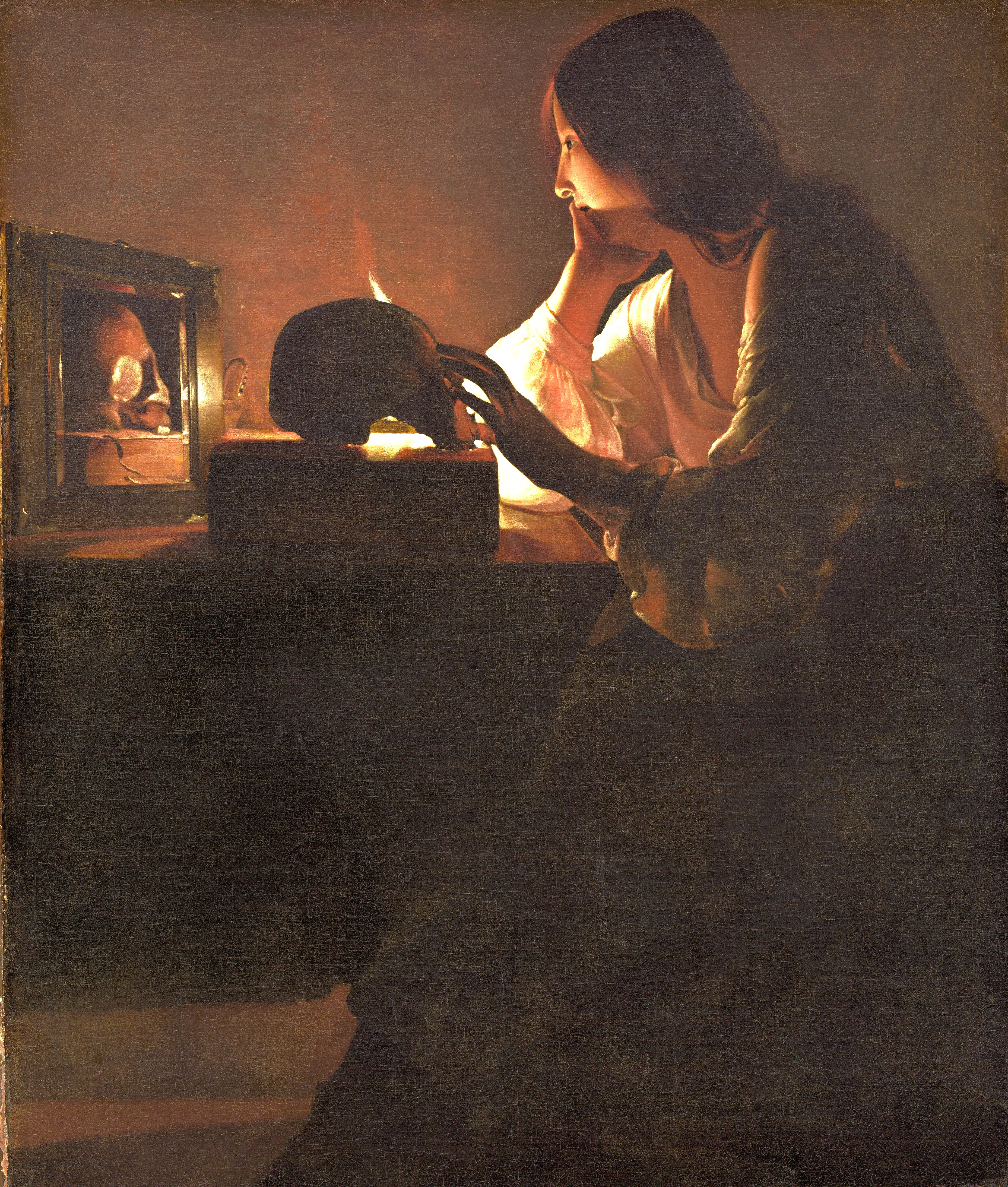
Georges de La Tour: Büßende Maria Magdalena, 1628–50, National Gallery of Art, Washington
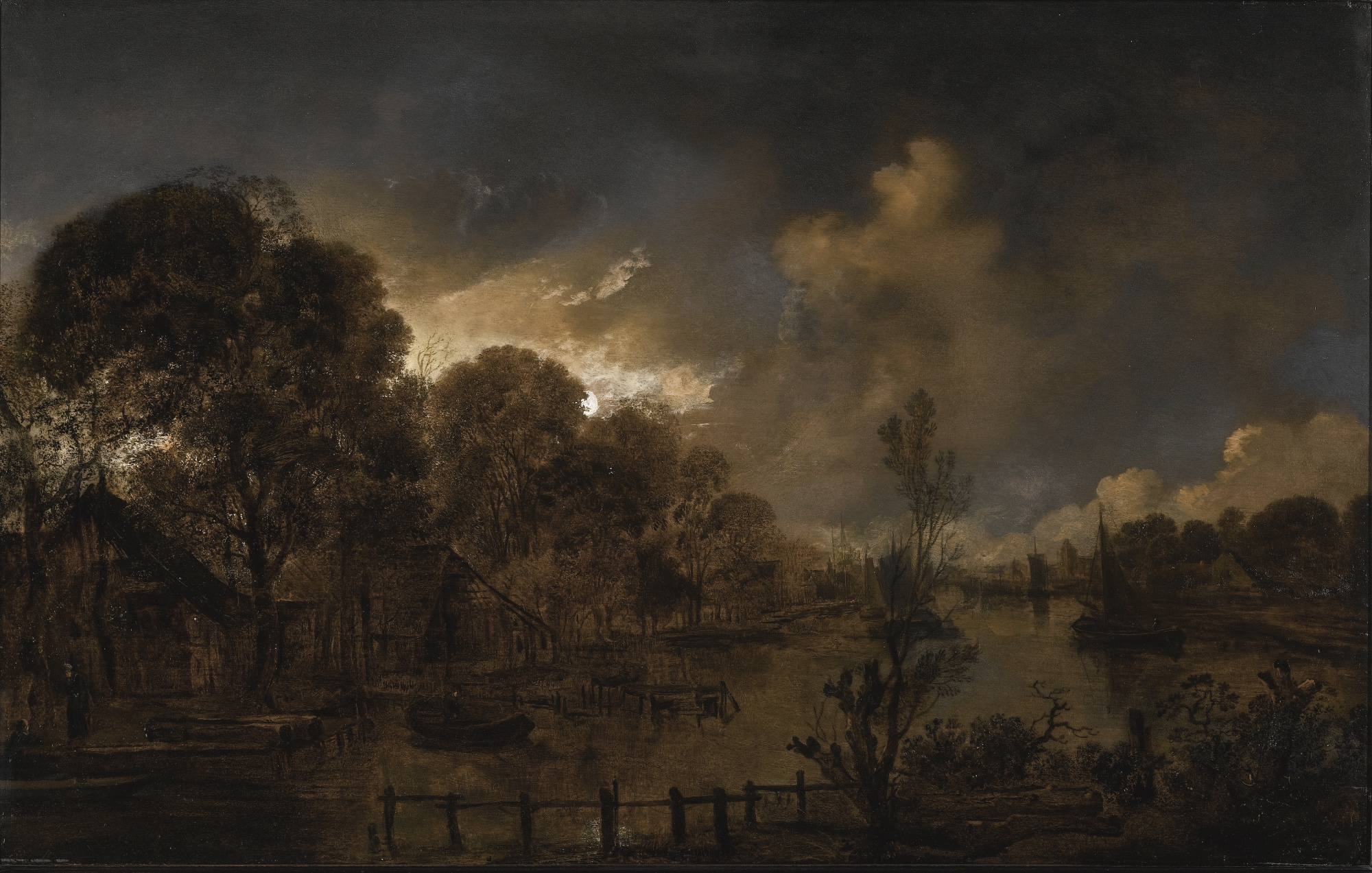
Aert van der Neer: Kanal bei Mondschein, um 1660, Privatsammlung
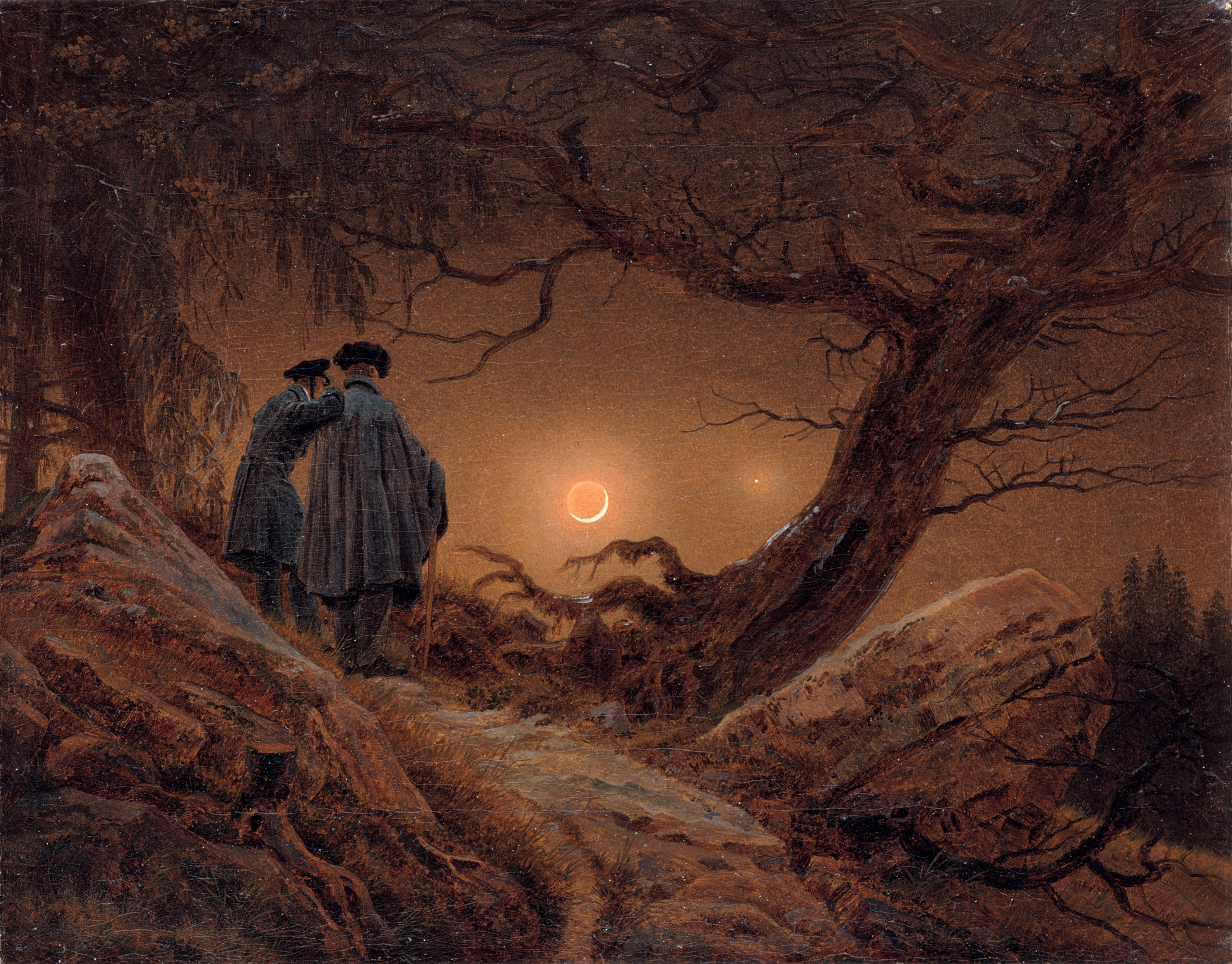
Caspar David Friedrich: Zwei Männer in Betrachtung des Mondes, 1819–20, Galerie Neue Meister, Dresden
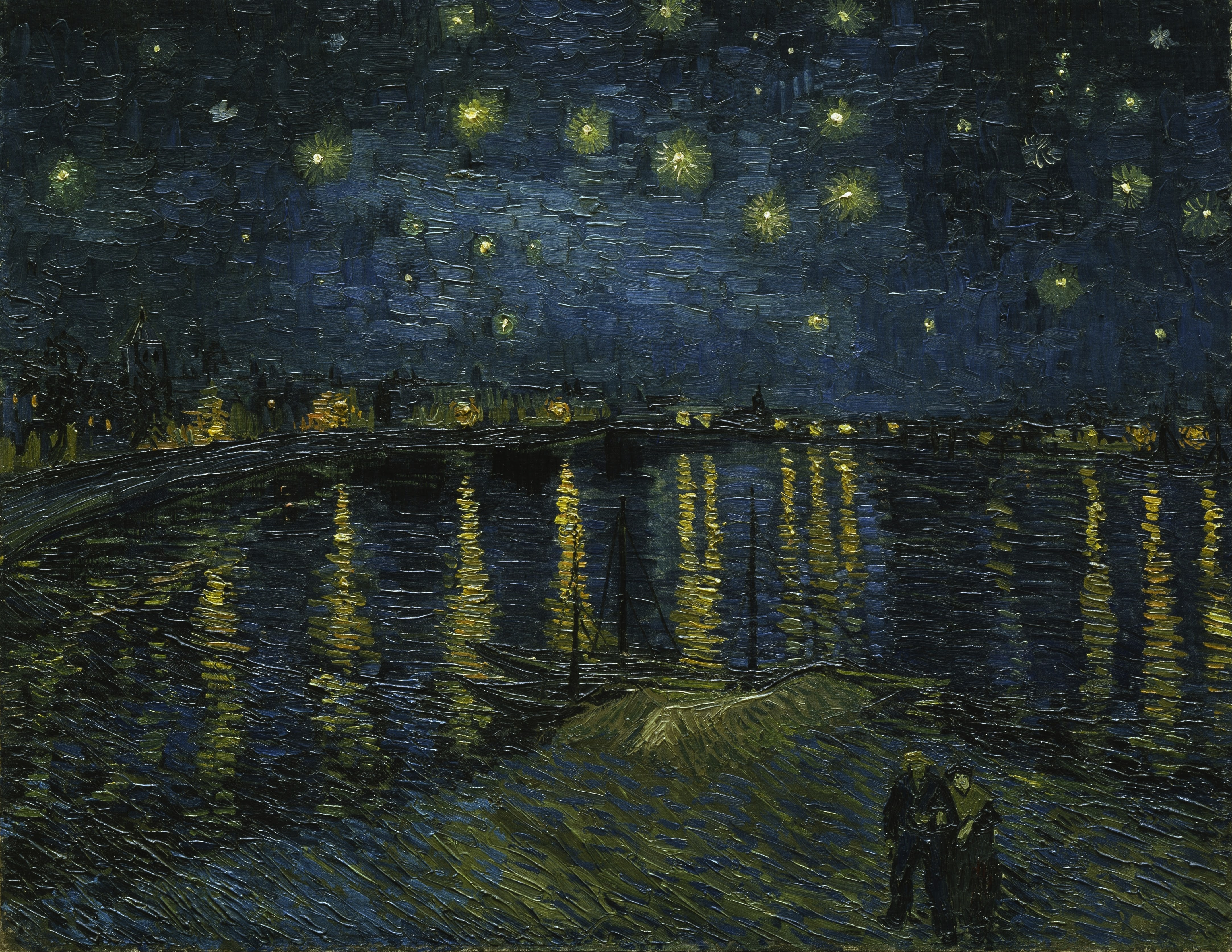
Vincent van Gogh: Sternennacht, 1888, Musée d’Orsay, Paris
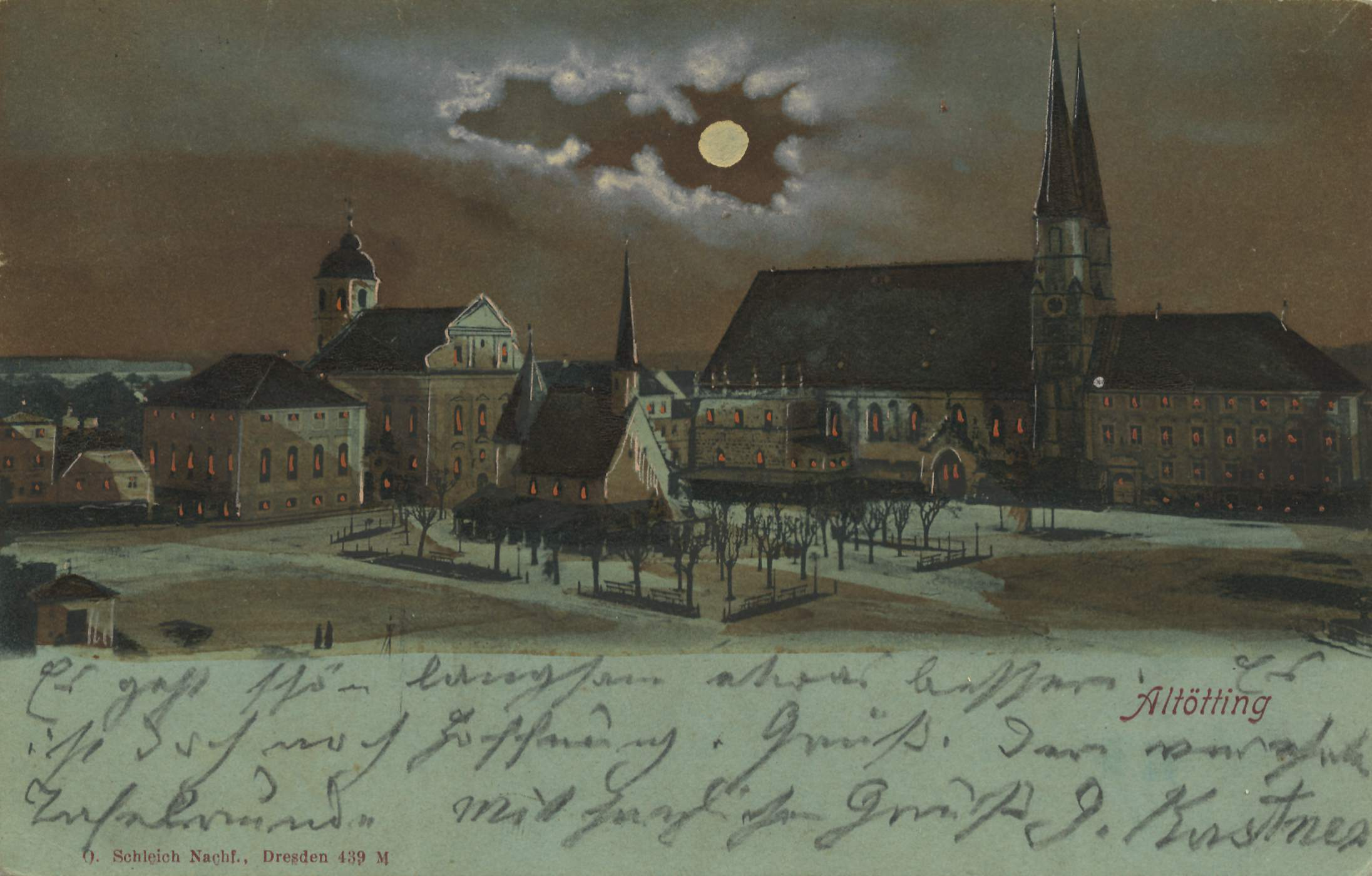
Ansichtskarte: Altötting, Bayern – Stadtansicht bei Mondschein

## In der Literatur
Im Gebiet der Literatur ist der Begriff Nachtstück ebenfalls gebräuchlich. Hier wird er für Werke verwendet, die sich mit düsteren, unheimlichen Inhalten befassen, so z. B. für etliche Erzählungen von E. T. A. Hoffmann (siehe auch: Schwarze Romantik, Schauerliteratur, Horrorliteratur). Das Blankversgedicht A Night-Piece von William Wordsworth beschreibt ein romantisches nächtliches Naturerlebnis.

## In der Musik
Nocturne oder Notturno ist statt des deutschen Ausdrucks Nachtstück im Bereich der Musik gebräuchlicher, beispielsweise bei Frédéric Chopins 21 Klavierstücken.